# قانون الصيد

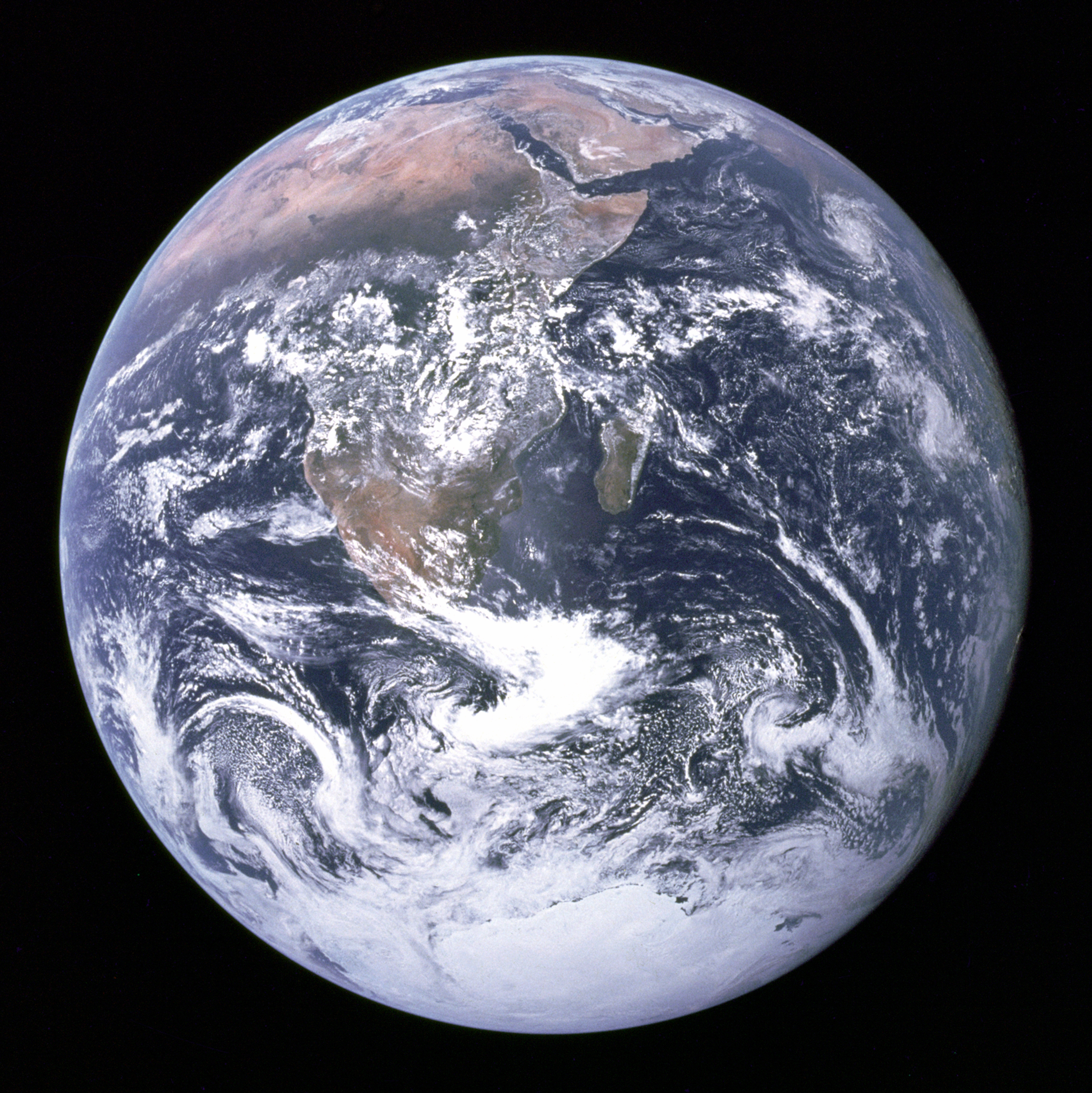

قوانين الصيد هي تشريعات تنظم حق مطاردة وأخذ أو قتل أنواع معينة من الأسماك أو الحيوانات البرية (الصيد). قد يتضمن مجالها التالي: تقييد أيام حصد الأسماك أو الصيد، وتقييد عدد الحيوانات لكل شخص، وتقييد الأنواع المحصودة، وتحديد أسلحة ومعدات الصيد المُستخدمَة. يوافق الصيادون وصائدو الأسماك وصانعو القرار بصورة عامة على أن الغرض من هذه القوانين هو الموازنة بين الحاجة لحماية الحيوانات والحاجة للحصد وإدارة كل من البيئة والأسماك والصيد. قد تعطي قوانين الصيد هيكلًا قانونيًا لجمع رسوم رخص وأموال أخرى تُستخدّم لتمويل الجهود التي تُبذَل في سبيل حماية الحيوانات، بالإضافة إلى الحصول على معلومات الحصد المُستخدّمة في ممارسة إدارة الحياة البرية.

## بريطانيا العظمى
في بريطانيا العظمى، تطورت قوانين الصيد انطلاقًا من قوانين الغابة والتي كانت في عهد الملوك النورمنديين جائرة جدًا. في ظل حكم ويليام الفاتح، كانت جريمة قتل أحد غزلان الملك تعادل قتل أحد رعاياه. كان النفوذ والمكانة أو امتلاك عدد معين من العقارات مؤهلات ضرورية بصورة لا غنى عنها للتشاور في أي حق من حقوق المطاردة والصيد. لا تزال قوانين الصيد مثل قانون الصيد الجائر في الليل لعام 1828 وقانون الصيد لعام 1831 قيد التطبيق لكن بصورة معدلة، ولا تزال تشبه أسلافها مثل القانون الأسود لعام 1723 سيء السمعة بتطبيقها لعقوبات وحشية في حال الصيد بدون رخصة. لكن قانون الصيد الذي طًبِّق في عهد ويليام الخامس قلل بشكل كبير من قوانين الصيد: إذ أُلغيت الحاجة لوجود أي مؤهل باستثناء امتلاك شهادة صيد، وأُعطي الحق لأي شخص ليقتل في أرضه أو على أرض أخرى له إذن بالقتل فيها.

## الولايات المتحدة
في التاريخ القديم للولايات المتحدة، لم يُعَر تدمير الطيور أي الحيوانات البرية الأخرى أي انتباه. ربما فُرِض أول قانون يخص الموضوع في ماساشوستس عام 1817 والذي أسس مواسم مغلقة لإطلاق النار على حيوانات معينة في سياق الصيد. في النهاية، ربما أصبح الصيد البري سواء في الغابة أو في الحقل أو في مجرى النهر محميًا بشكل أفضل مما هو عليه الحال في أي دولة أخرى في العالم. فرضت كل الولايات قوانين صيد خاصة بها. أنشأت كل ولاية تقريبًا لجنة أسماك وصيد وعيّنت مراقبي صيد عديدين.
فرض الكونغرس الأمريكي عام 1990 قانون صيد وطني –يُعرَف بقانون لاسي– أعطى بعض النفوذ لوزارة الزراعة الأمريكية والذي ينص –من بين بنود أخرى– على عدم استيراد الحيوانات البرية دون إذن من وزير الزراعة. فُرِضت إضافات وتعديلات هامة كثيرة على القوانين الفيدرالية خلال فترة العشر سنوات التالية، كانت جميعها تميل لحماية الطرائد والطيور في ولايتها الطبيعية دون أن تتدخل باستيراد بيوض الطيور أو الحيوانات لأغراض تكاثرية. خلال 1910، كان هناك زيادة في هذا الاستيراد.

ثم تبنى الكونغرس نظرية أن الطيور المهاجرة –والتي تكون في معظم الحالات مسافرة فقط عبر الولايات– ليست من السكان المحليين ولا ملكًا للولاية بل تعود ملكيتها للناس كلهم، وإن كان يجب إنقاذها من أجل الناس فيحب على السلطة أن تتدخل. لذلك فرض الكونغرس (4 مارس 1913) قانون ويكس مكلاين والذين يتمثل جوهره بأن:
«كل الإوز، والبجع البري، والبرند، والبط البري، وطيور الزقزاق، ودجاج الأرض، والتفلق (من طيور الماء)، والحمام البري، وكل أنواع الطرائد المهاجرة، والطيور الآكلة للحشرات التي تعبر خلال هجرتها الشمالية أو الجنوبية أو لا تبقى بشكل دائم كامل السنة ضمن حدود أي ولاية أو منطقة، تعتبر في عهدة وحماية حكومة الولايات المتحدة، ولا يجب أن تُدمَّر أو تؤخذ خلافًا للتنظيمات المنصوص عليها. تكون بذلك وزارة الزراعة مفوّضة وموجّهة لتبني تنظيمات مناسبة لتنفيذ المقطع السابق.»
أهم أثر لهذا القانون هو توقف إطلاق النار على الإوز البري في فصل الربيع والذي كان شائعًا بشكل كبير في حوض المسيسيبي. بسبب ضعف الدستور، استبدِل هذا القانون لاحقًا بقانون اتفاقية الطيور المهاجرة لعام 1918.